# 彰化縣花壇鄉華南國民小學
彰化縣花壇鄉華南國民小學，簡稱華南國小，位於台灣彰化縣花壇鄉一所縣立小學。除了標準的六個年級6班的普通班級之外，另設資源班1班，以及附設幼兒園。。

## 校史
- 1960年8月創設「花壇分校」，校地三分二厘，由洪火土兼分校主任、班級八班。
- 1963年9月16日成立「華南國民學校」首任校長施炯沂、校地增至0.7456公頃發展到十二班，並建校門、水泥場地、滑梯、水塔。